# Finale de la Série des Champions ISU 1995-1996
Navigation
Édition suivante
La finale du Grand Prix ISU est la dernière épreuve qui conclut chaque année le Grand Prix international de patinage artistique organisé par l'International Skating Union. Elle accueille des patineurs amateurs de niveau senior dans quatre catégories: simple messieurs, simple dames, couple artistique et danse sur glace.
Pour la saison 1995/1996, la finale est organisée du 23 au 25 février 1996 au Palais omnisports de Paris-Bercy en  France. Il s'agit de la 1re finale depuis la création du Grand Prix ISU en 1995.
La finale du Grand Prix ISU s'est appelée Finale de la Série des Champions ISU pour ses trois premières éditions.
Le français Éric Millot réalise la première combinaison triple boucle-triple boucle en compétition.

## Qualifications
Seuls les patineurs qui atteignent l'âge de 14 ans au 1er juillet 1995 peuvent participer aux épreuves du Grand Prix ISU 1995/1996. Les épreuves de qualifications sont successivement :
- le Skate America du 17 au 22 octobre 1995 à Détroit
- le Skate Canada du 2 au 5 novembre 1995 à Saint-Jean
- le Trophée de France du 14 au 17 novembre 1995 à Bordeaux
- la Coupe d’Allemagne du 23 au 25 novembre 1995 à Gelsenkirchen
- le Trophée NHK du 7 au 10 décembre 1995 à Nagoya

Les patineurs participent à un, deux ou trois grands-prix (mais seuls les points obtenus à un ou deux grands-prix choisis préalablement comptent pour aller en finale). Les six patineurs des catégories individuelles masculines et féminines, les quatre couples artistiques et les quatre couples de danse sur glace qui ont obtenu le plus de points sont qualifiés pour la finale et les trois patineurs suivants sont remplaçants.
|             | Messieurs              | Dames                         | Couples                                   | Danse sur glace                                           |
| ----------- | ---------------------- | ----------------------------- | ----------------------------------------- | --------------------------------------------------------- |
| 1           | Aleksey Urmanov        | Michelle Kwan                 | Evgenia Shishkova / Vadim Naumov          | Oksana Grichtchouk / Ievgueni Platov                      |
| 2           | Elvis Stojko           | Chen Lu                       | Marina Eltsova / Andrei Bushkov           | Shae-Lynn Bourne / Victor Kraatz                          |
| 3           | Todd Eldredge          | Josée Chouinard               | Elena Berejnaïa / Oleg Shliakov (Forfait) | Anzhelika Krylova / Oleg Ovsiannikov                      |
| 4           | Éric Millot            | Hanae Yokoya                  | Mandy Wötzel / Ingo Steuer                | Marina Anissina / Gwendal Peizerat                        |
| 5           | Ilia Kulik             | Maria Butyrskaya              |                                           |                                                           |
| 6           | Vyacheslav Zahorodnyuk | Irina Sloutskaïa Olga Markova |                                           |                                                           |
| Remplaçants |                        |                               |                                           |                                                           |
| 1er         | Michael Shmerkin       | Nicole Bobek                  | Jenni Meno / Todd Sand (Remplaçants)      | Irina Romanova / Igor Yaroshenko                          |
| 2e          | Scott Davis            | Surya Bonaly                  | Maria Petrova / Anton Sikharulidze        | Irina Lobatcheva / Ilia Averboukh Renée Roca / Gorsha Sur |
| 3e          | Igor Pashkevich        |                               | Oksana Kazakova / Artur Dmitriev          |                                                           |

## Résultats

### Messieurs
| Rang | Nom                    | Pays       | Points | Prog. court | Prog. libre |
| ---- | ---------------------- | ---------- | ------ | ----------- | ----------- |
| 1    | Aleksey Urmanov        | Russie     | 1.5    | 1           | 1           |
| 2    | Elvis Stojko           | Canada     | 3.0    | 2           | 2           |
| 3    | Éric Millot            | France     | 4.5    | 3           | 3           |
| 4    | Ilia Kulik             | Russie     | 6.5    | 5           | 4           |
| 5    | Todd Eldredge          | États-Unis | 8.0    | 6           | 5           |
| 6    | Vyacheslav Zahorodnyuk | Ukraine    | 8.0    | 4           | 6           |

### Dames
| Rang | Nom              | Pays       | Points | Prog. court | Prog. libre |
| ---- | ---------------- | ---------- | ------ | ----------- | ----------- |
| 1    | Michelle Kwan    | États-Unis | 3.0    | 4           | 1           |
| 2    | Irina Sloutskaïa | Russie     | 3.5    | 3           | 2           |
| 3    | Josée Chouinard  | Canada     | 4.0    | 2           | 3           |
| 4    | Chen Lu          | Chine      | 5.5    | 1           | 5           |
| 5    | Hanae Yokoya     | Japon      | 7.5    | 7           | 4           |
| 6    | Olga Markova     | Russie     | 8.5    | 5           | 6           |
| 7    | Maria Butyrskaya | Russie     | 10.0   | 6           | 7           |

### Couples
| Rang | Nom                              | Pays       | Points | Prog. court | Prog. libre |
| ---- | -------------------------------- | ---------- | ------ | ----------- | ----------- |
| 1    | Evgenia Shishkova / Vadim Naumov | Russie     | 1.5    | 1           | 1           |
| 2    | Marina Eltsova / Andrei Bushkov  | Russie     | 4.0    | 4           | 2           |
| 3    | Mandy Wötzel / Ingo Steuer       | Allemagne  | 4.0    | 2           | 3           |
| 4    | Jenni Meno / Todd Sand           | États-Unis | 5.5    | 3           | 4           |

### Danse sur glace
| Rang | Nom                                  | Pays   | Points | Danse imposée | Danse originale | Danse libre |
| ---- | ------------------------------------ | ------ | ------ | ------------- | --------------- | ----------- |
| 1    | Oksana Grichtchouk / Ievgueni Platov | Russie | 2.0    | 1             | 1               | 1           |
| 2    | Anzhelika Krylova / Oleg Ovsiannikov | Russie | 4.0    | 2             | 2               | 2           |
| 3    | Marina Anissina / Gwendal Peizerat   | France | 6.6    | 3             | 4               | 3           |
| 4    | Shae-Lynn Bourne / Victor Kraatz     | Canada | 7.4    | 4             | 3               | 4           |

## Sources
- (en) « Champions Series Final », sur Ice Skating International: Online
- Patinage Magazine N°51 (Mars-Avril 1996)